# Антоніу де Абреу
Анто́ніу де Абреу (порт. António de Abreu, ~1480 — ~1514) — португальський мореплавець XVI століття. Під командуванням Афонсу де Албукеркі брав участь в завоюваннях португальцями Ормуза в 1507 році і Малакки в 1511 році, під час останнього отримав поранення. За дорученням Албукеркі в листопаді 1511 року вирушив з Малакки на чотирьох кораблях у пошуках «Островів прянощів». Першим серед європейців в 1512 році досягнув о.Тимор та архіпелаг Банда в сучасній Індонезії. Він також описав острів Нова Гвінея, хоча й не досягнув його.

## Біографія
Абреу народився приблизно в 1480 році на Мадейрі в сім'ї дворянина Жуана Фернандіша де Андраде. Після служби в Марокко він брав участь у походах Афонсу де Албукеркі в Індії та в Червоному морі. Зіграв важливу роль під час завоювання Малакки, де 25 липня 1511 року очолив китайську джонку, яка під час припливу піднялася по річці Малакка, що дозволило португальському контингенту висадитися і завоювати місто в серпні цього року. Був важко поранений пострілом з мушкета в обличчя, втратив кілька зубів і частину язика, але з обуренням відмовився від пропозиції Албукеркі передати командування.

## Експедиція до Островів Прянощів
У листопаді 1511 року, відправивши послів до Пегу та Сіаму, за місяць до відходу з Малакки, Албукеркі доручив Абреу командування флотилією з трьох кораблів, які вирушали на пошуки «Островів прянощів». Абреу був капітаном корабля «Санта-Катаріна», його заступником на кораблі «Сабайя» був Франсішку Серран, а на третьому судні, каравелі під командуванням Сімона Афонсу Бісагуду, перебував штурманом Франсішку Родрігіш, здібний картограф, який склав звіт про цю експедицію. Екіпаж експедиції складався зі 120 португальців і 60 рабів. Найняті малайські лоцмани провели португальські кораблі повз Яву, Малі Зондські острови та острів Амбон до островів Банда, куди експедиція прибула на початку 1512 року. Португальці пробули на архіпелазі Банда близько місяця, закуповуючи мускатний горіх і гвоздику, яка потрапляла сюди з північних Молуккських островів та наповнюючи ними трюми своїх кораблів. З архіпелагу Банда Абреу відплив назад через острів Амбон, де один з його кораблів під командуванням Франсішку Серрана зазнав катастрофи, й останній залишився на Молуккських островах, надалі перебравшись до султанату Тернате. Зайнятий війнами в різних місцях архіпелагу, таких як Амбон і Тернате, Серран написав листа своєму родичу Фернану Магеллану, в якому розповів йому про відкриті португальцями «Острови прянощів» і залишався на Молуккських островах до своєї смерті в 1521 році.

## Повернення і смерть
Абреу повернувся до Малакки в грудні 1512 року, звідки в січні 1513 року разом із Фернаном Піресом де Андраде вирушив до Індії, а потім відплив до Португалії. На зворотному шляху він помер на Азорських островах, так і не досягнувши континентальної Португалії